# تشارلز لامب
تشارلز لامب (16 سبتمبر 1972 في المملكة المتحدة - ) (بالإنجليزية: Charles Lamb)‏ هو لاعب كريكت بريطاني. لعب مع Cheshire County Cricket Club ‏.

## وصلات خارجية
- تشارلز لامب على موقع إي آس بي آن كريك إنفو (الإنجليزية)